# Leucothyreus pallidipes
Leucothyreus pallidipes är en skalbaggsart som beskrevs av Blanchard 1851. Leucothyreus pallidipes ingår i släktet Leucothyreus och familjen Rutelidae. Inga underarter finns listade i Catalogue of Life.